# 名誉革命
名誉革命（めいよかくめい、英: Glorious Revolution）は、1688年から1689年にかけて、ステュアート朝のイングランドで起こったクーデター事件である。イングランド国王ジェームズ2世（スコットランド国王としてはジェームズ7世）が王位から追放され、ジェームズ2世の娘メアリー2世とその夫でオランダ総督ウィリアム3世（ウィレム3世）がイングランド国王に即位した。これにより「権利の章典」が発布された。
実際には小規模の戦闘がおこり無血だったわけではないが、当時まだ記憶に新しいイングランド内戦に比べると無血に等しいということで無血革命とも呼ばれている。清教徒革命と併せて「イギリス革命」と呼ぶ場合もある。

## 概略
名誉革命は偉大なる革命（Glorious Revolution）とも呼ばれる。この革命により、イギリスにおけるカトリックの復権の可能性が完全に潰され、イングランド国教会の国教化が確定しただけでなく、権利の章典により国王の権限が制限され、イギリスにおける議会政治の基礎が築かれたからである。ただしカトリック教徒にとっては以後数世紀に渡る苦難の始まりであり、イギリス国王およびその伴侶がカトリック教徒であることは禁止された。2013年になって、伴侶がカトリック教徒であることを禁止する規定は廃止された（2013年王位継承法）。
なお、オランダ主導によるイギリス侵略という側面を強調する歴史解釈もあり、現在では、名誉革命は内乱と外国の侵略が併存した「革命」であり、イギリス人の誇り及び介入したオランダ政府の政治的思惑などから、外国の介入の要素が意図的に無視されてきた、とされている。

## 背景

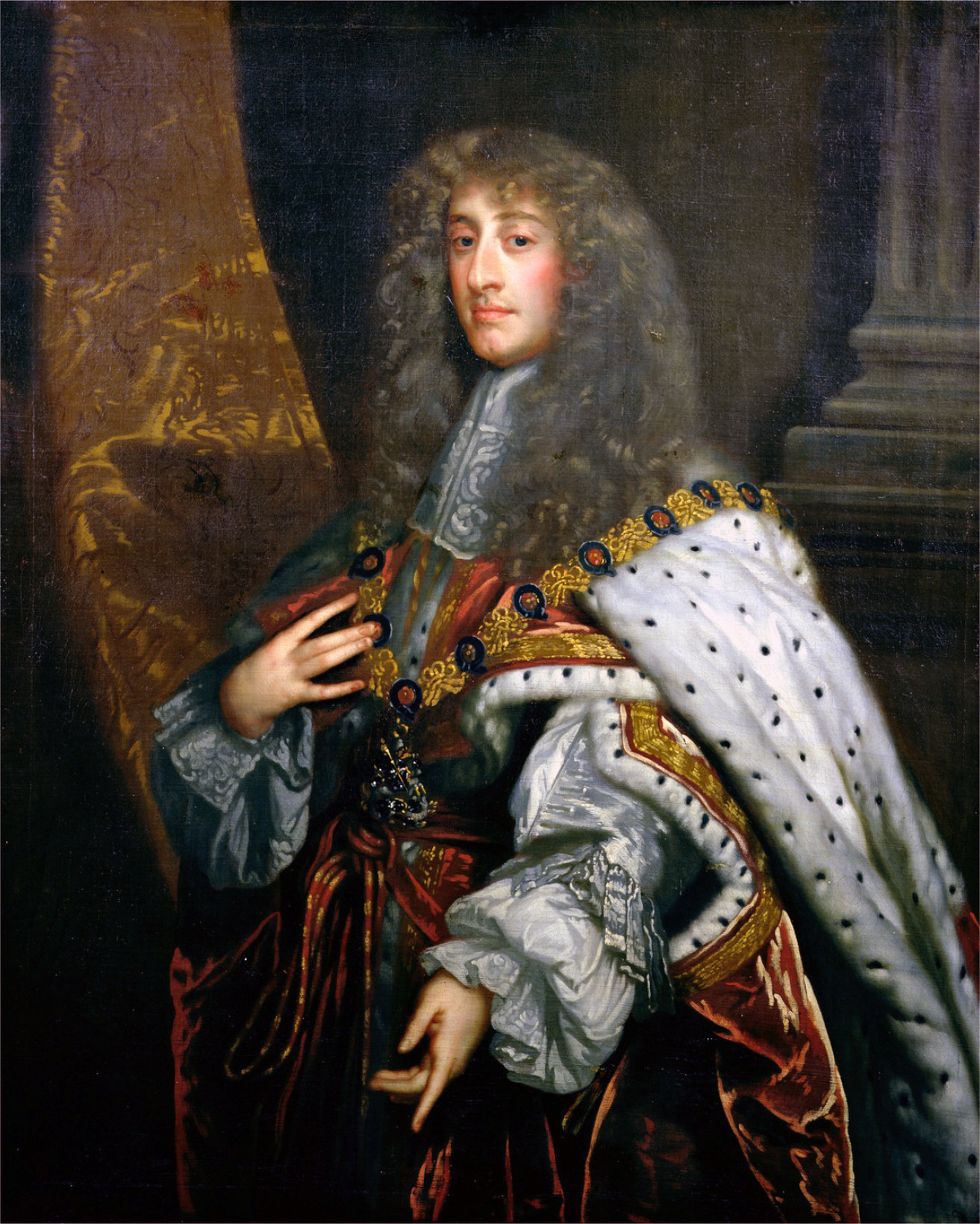
イングランド国王ジェームズ2世

かねてよりライハウス陰謀事件やモンマスの反乱鎮圧後の「血の巡回裁判」によってチャールズ2世と弟のヨーク公ジェームズは急速に人気を失いつつあった。さらに1685年、チャールズ2世の後を嗣いで即位したジェームズ2世は、かつて清教徒革命のためフランスに亡命していた頃にカトリックに改宗しており、カトリック教徒を重用してこれに反対していたプロテスタントの大臣を次々に罷免していた。このため、ほとんどの議員がプロテスタントであり、カトリックの支配に対して敵意を持つイングランド議会と国王との間に対立が深まった。
ジェームズ2世がそれまでなかった常備軍を設置するに及んで対立は決定的になったが、この頃は王には男子後継者が無かった。そこで議会は、ジェームズ2世の長女メアリー（後のメアリー2世）が後を継ぐことを期待していた。メアリーは母のアン・ハイドがプロテスタントであったためにプロテスタントとして育てられたばかりか、プロテスタント国オランダの総督であるオラニエ公ウィレム3世（ジェームズ2世の甥）に嫁いでいたからである。しかし1688年6月10日、ジェームズ2世と王妃メアリー（メアリー・オブ・モデナ）との間に王子ジェームズ・フランシス・エドワード・ステュアート（後、「ジェームズ老僭王」と呼ばれる）が生まれ、ジェームズ2世はこの王子によってカトリックの支配を続けさせることを意図した。これにより、議会はついにジェームズ2世との対決を決意し、ウィレム3世・メアリー夫妻にイングランドへの上陸を強要した。
また、ウィレム3世の側にも、英国を反仏・親オランダの側に取り込む目的があった。フランス国王ルイ14世はスペイン領ネーデルラントの領有を狙いネーデルラント継承戦争を起こし、次にネーデルラント領有を妨害したオランダへの報復を行い（仏蘭戦争）、終戦後も1681年から1684年にかけてルクセンブルク・アルザスのストラスブールを占領して神聖ローマ帝国のプファルツ選帝侯領の継承権を主張するなど欧州侵略の野望を露わにしていった。ウィレム3世はフランスを危険視しており、フランス包囲網を築くためには親仏のイギリスでは具合が悪かった。また、ジェームズ2世に不満を抱いたイングランドの一部の政治家が1686年からオランダへ渡海、ウィレム3世と接触してクーデターの密議を重ねていた。

## 無血革命
- 文中の暦日はグレゴリオ暦による。また、イングランドやオランダで当時用いられていたユリウス暦による月日を（）内に適宜付記する。なお、当時のイングランドにおいてはユリウス暦の年初は3月25日であった。

### 渡海準備
1688年6月30日、ジェームズ誕生に危機感を抱いた7人の貴族（シュルーズベリー伯チャールズ・タルボット、デヴォンシャー伯ウィリアム・キャヴェンディッシュ、ダンビー伯トマス・オズボーン、ラムリー男爵リチャード・ラムリー、ロンドン主教ヘンリー・コンプトン、エドワード・ラッセル、ヘンリー・シドニー）から招請状を受けたウィレム3世はイングランド議会の要請に同意したものの、渡海は軍備の充実及びオランダの守備とフランスの動向を見極めてからにした。フランスに不在中のオランダを攻め込まれる恐れがあったからである。
7月から準備が始まり、9月にウィレム3世は各ドイツ諸侯を訪問して援軍提供を取り付け、オランダの防衛はヴァルデック侯ゲオルク・フリードリヒに任せて自ら遠征に向かうことにした。ルイ14世は9月25日にドイツのプファルツを含むライン河方面にフランス軍を差し向けて大同盟戦争を始め、ウィレム3世はフランス軍のオランダへの即時遠征がないと判断し、9月29日にホラント州でイングランド遠征計画を発表した。ホラント州は遠征計画に賛成、10月8日に連邦議会も全会一致で賛成した。10月9日にウィレム3世は上陸は英国国民の権利を回復するものであるという趣旨のパンフレットを大量に印刷して極秘に保管し、着々と上陸の準備を整えていった｡
遠征軍はウィレム3世が司令官で副司令官はフレデリック・ションバーグが務め、艦隊司令官はアーサー・ハーバートが選ばれ、招請状を送った7人の内シュルーズベリー・ラッセル・シドニーの3人が同行、1686年から挙兵を訴えていたチャールズ・モードントやスコットランド人聖職者のギルバート・バーネット、腹心で遠征の準備を整えていたウィリアム・ベンティンクも遠征に加わり、残りの招請者はイングランドで待機して支持者を広めたり地方を押さえる役目を担った。一方のジェームズ2世もカトリック政策を撤回、オランダ軍の遠征を発表してオランダへの警戒と国土防衛を呼びかけたが、周囲はオランダ軍遠征で動揺が広がっていた。

### イングランド上陸

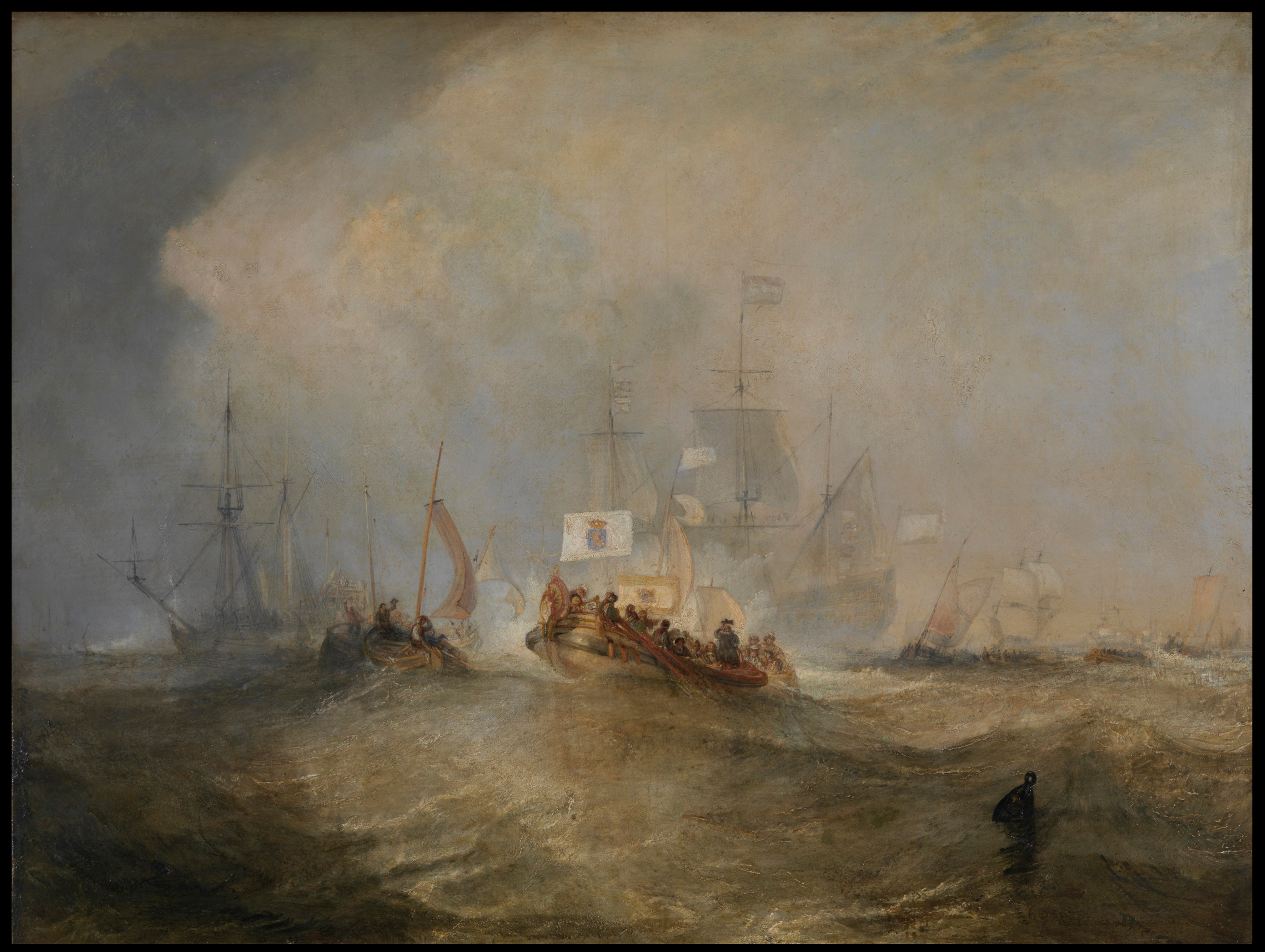
イングランドへ向かうオラニエ公

10月30日にウィレム3世はオランダにメアリーを残しオランダ軍2万を率いて出港したが、嵐のため翌10月31日に一旦引き返した。11月11日に再度出港、11月15日（11月5日）にイングランド西部のデヴォン海岸に上陸、11月17日（11月7日）に宣言文を配布して国民に広く主張を訴えた。これらの事実を知ったジェームズ2世は議会に譲歩を示したが、既に手遅れだった。
この頃、イングランド軍内部ではジェームズ2世に任命されたカトリックの士官に対する不服従が広がり、彼らはオランダ軍と戦おうとはしなかった。11月23日（11月13日）にジェームズ2世の命令を受けたイングランド軍がソールズベリーにやって来たが、指揮官のコーンベリー子爵エドワード・ハイド（メアリーの母方の従弟、後の第3代クラレンドン伯爵）が翌日の11月24日（11月14日）にオランダ軍に寝返った。これを受けてジェームズ2世は27日（11月17日）に自らロンドンから出陣して庶子のベリック公ジェームズ・フィッツジェームズをポーツマスに派遣した。しかし、軍議で方針がまとまらず12月3日（11月23日）にロンドンに引き上げると、ジェームズ2世が創設した常備軍の司令官ジョン・チャーチルが脱走、戦わずしてオランダ軍に投降した。
オランダ軍がロンドンに迫ると、12月4日（11月24日）にジェームズ2世の次女でやはりプロテスタントとして育てられていたアンの夫であるデンマーク王子ジョージがオーモンド公ジェームズ・バトラーと共に脱走、12月6日（11月26日）にはアンがチャーチルの妻で女官サラ・ジェニングスやコンプトンの手引きでロンドンから姉の夫であるウィレム3世のもとに逃亡し、夕方にロンドンへ戻ったジェームズ2世は衝撃を受けて孤立していった。ポーツマスにいたベリックとイングランド艦隊も抗戦を諦め、オランダ軍は東進しながら支持者を集めていった。

### ジェームズ2世の亡命
不利を悟ったジェームズ2世は、重臣のハリファックス侯ジョージ・サヴィルとゴドルフィン男爵シドニー・ゴドルフィン、ノッティンガム伯ダニエル・フィンチの3人をウィレム3世の元へ派遣、交渉による妥協を見出そうとした。一方で12月20日（12月10日）にまず王妃と王子をフランスに亡命させ、翌日の12月21日（11日）に自らも亡命に走ったが、ケントで捕らえられた。王が何の抵抗もせず亡命に走って捕らえられたことは議会側には思いもかけない展開であったが、議会はメアリーの立場を重んじて王を処刑せずそのまま留め置いた（処刑すれば殉教者として同情が集まるという判断もあった）。
ジェームズ2世不在のロンドンは不穏な空気に包まれ、ジェームズ2世の義弟（メアリーとコーンベリーの叔父）に当たるロチェスター伯ローレンス・ハイドがロンドンに貴族・聖職者を集めて暫定政権を発足、抵抗する拠点にはオランダ軍との交戦を禁じる通達を送り、ウィレム3世の宣言通りに自由な議会を開くことを約束、ウィレム3世の到着までに治安維持に務めた。ウィレム3世と交渉した3人は21日にロンドンへ戻り暫定政権に加わり、ハリファックスが議長となり引き続き事態の収拾に努め、ウィンザーまで進軍したウィレム3世との交渉を経てジェームズ2世の再度の亡命を認めた。
12月22日（12月12日）、ジェームズ2世の側近である近衛騎兵隊長のフェヴァシャム伯ルイス・ド・デュラスはジェームズ2世の命令を受けて軍隊を解散させたが、武装解除していなかったためかえって不穏な状態となり、暫定政権は兵に復員を呼びかけねばならなかった。一方、イングランド艦隊司令官のダートマス男爵ジョージ・レッグは12月24日（12月14日）に暫定政権の指示を受け取り交戦を停止、陸海軍は両方共オランダ軍への抵抗を止めた。
ジェームズ2世は12月26日（12月16日）にロンドンへ帰還、ウィレム3世とロンドンでの会見を提案したが、ウィレム3世とその支持者達はおろか暫定政権も中途半端な妥協は認めない姿勢を取り、ジェームズ2世の手紙をウィレム3世に渡したフェヴァシャムは一時ウィンザーで捕えられている。そして、ジェームズ2世は12月28日（12月18日）にウィレム3世の要請でロンドンを退去、5日後の1689年1月2日（12月23日）にフランスへ亡命、ウィレム3世は28日にジェームズ2世退去後のロンドンへ入った。

## 新国王の即位

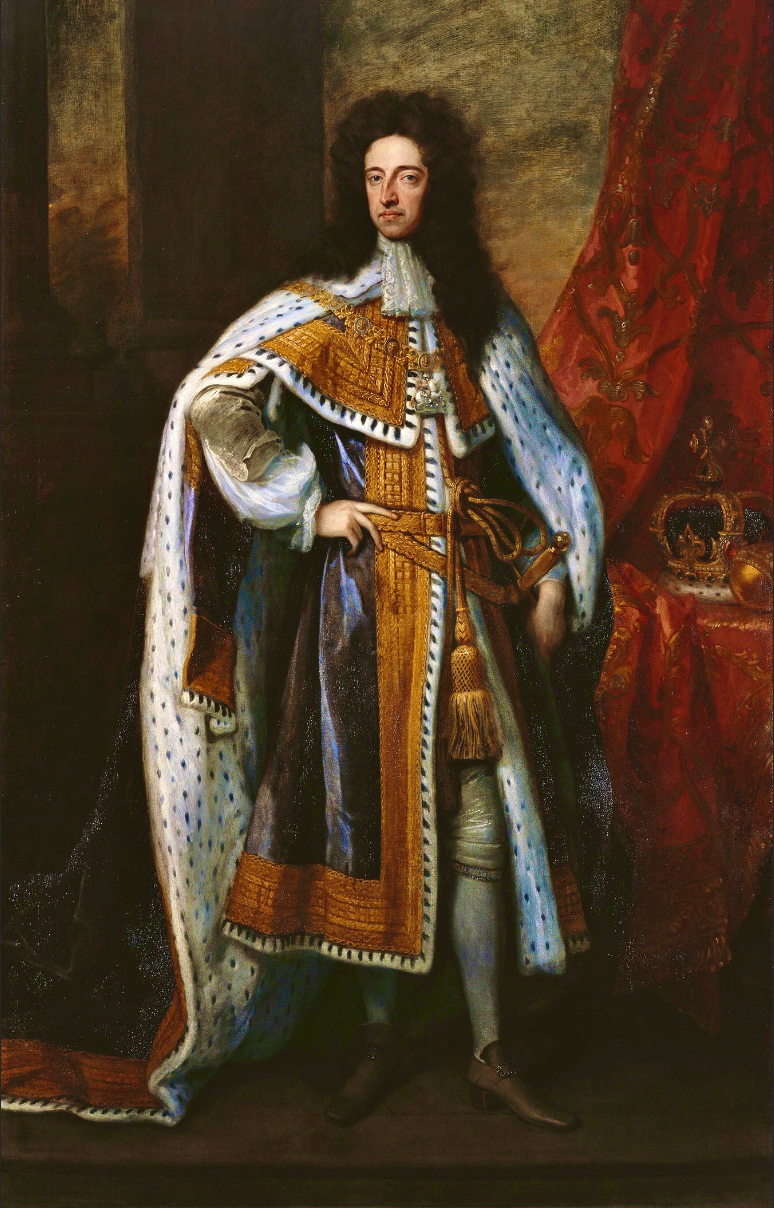
ウィリアム3世

1689年2月1日（1月22日）に仮議会が召集され今後の王位継承に向けた話し合いが行われた。議会側は当初メアリーの単独即位を望んでいたが、既にロンドンを制圧してイングランドを軍事的に支配下においたウィレム3世がそれを不服とし、メアリーの従兄でチャールズ1世の外孫でもある自身にも王位を要求したので、両者の共同統治と決まった。ここにウィレム3世はオランダ統領を兼ねたまま、ウィリアム3世としてイングランド王にも即位することになった。
2月23日（2月13日）、ウィリアム3世とメアリー2世は即位すると、王位に対する議会の優位を認めた「権利の宣言」に署名し、同年「権利の章典」として発布された。合わせて革命の功労者に対する恩賞が与えられ、主だった人物は爵位と官職を与えられトーリー党・ホイッグ党の党員が混在した政権が発足することになる。一方で常備軍は1年ごとに確認される議会の同意なしに維持出来ないことになり、宗教でも寛容法でイングランド国教会以外のプロテスタントに一部寛容が認められた。
対フランス戦争に向けてオランダとイングランドの軍事行動も取り決められ、陸軍の比率はオランダが5でイングランドは3、海軍は逆にオランダが3、イングランドは5とされた。海軍の共同作戦ではイングランドの提督が指揮を執ることになり、敵国フランスとオランダの貿易も禁止された。海上でイングランドが優勢になる一方、オランダはこれらの政策で海洋国家としての勢いを抑えられ凋落のきっかけとなっていった。

## カトリックの抵抗
革命はイングランドではほとんど無血で成功したものの、やがてスコットランド貴族のダンディー子爵ジョン・グラハムがジェームズ2世に忠誠を誓って反乱を起こした。さらにジェームズ2世がフランスのルイ14世の支援を受け、フランス軍を率いてアイルランドに上陸すると、カトリックのアイルランド人がこれに同調、ウィリアマイト戦争が始まった。ジェームズ2世とその男系の子孫の復位を求める支持者をジャコバイト（ジェームズ党の意）と呼ぶ。
スコットランドとアイルランドの反乱を鎮圧させるために多くの血が流れたが、1690年7月1日にアイルランドのボイン川の戦いでイングランド軍はジェームズ2世率いるフランス・アイルランド連合軍を破り、反乱は終息した。ジェームズ2世は再びフランスに逃れ、イングランドとスコットランドの王位はウィリアム3世夫妻に帰す。革命は終結したがジェームズ2世は退位を良しとせず、フランスの干渉もあり、反フランスの立場をとるウィリアム3世の政策によりイングランドは1690年に大同盟戦争へなだれ込むことになった。